# Surseance van betaling
Surseance van betaling (vóór 1996 geschreven als surséance van betaling) is een uitstel van betaling. Surseance kan men aanvragen bij de rechter. Deze kan als aan diverse criteria wordt voldaan een beschikking afgeven, die bepaalt dat gedurende een bepaalde tijd de schuldeisers niet betaald hoeven te worden. De persoon of het bedrijf kan in deze periode orde op zaken stellen en met zijn schuldeisers onderhandelen over een betalingsregeling of een akkoord. In het geval van surseance wordt een bewindvoerder aangewezen. Na surseance volgt eventueel een faillissement, mogelijk gevolgd door een doorstart.
Een doorstart kan interessant zijn voor de schuldeisers (ze kunnen in de toekomst mogelijk meer van hun geld terugzien), aandeelhouders (hun investering kan in de toekomst in waarde stijgen), werknemers (ze houden hun werk) en overheid (geen vernietiging van economisch potentieel).

## In Nederland
Surseance van betaling is samen met het faillissement en de schuldsanering natuurlijke personen opgenomen in de Faillissementswet.
Surseance van betaling wordt niet verleend aan een natuurlijk persoon die geen beroep of bedrijf uitoefent (art. 214 lid 4 Fw.). Natuurlijke personen die wel een beroep of bedrijf uitoefenen komen meestal alsnog in de Wet schuldsanering natuurlijke personen (Wsnp) terecht. Dit komt omdat ze vaak niet met hun schuldeisers overeenstemming kunnen bereiken. Ze kunnen hun banken geen extra zekerheid aanbieden, zodat ze geen krediet meer krijgen. Bedrijven kunnen daarentegen wel een en ander bereiken, door een saneringsplan aan te bieden. Ze kunnen bijvoorbeeld extra zekerheden aan een bank aanbieden, die hen extra krediet geeft. Ze kunnen ook aandelen of obligaties uitgeven (hoewel dit altijd een scherpe koersdaling tot gevolg heeft).
Toch blijkt in de praktijk dat ca. 98% van de aanvragende bedrijven uiteindelijk niet tot een akkoord komt of zich niet aan het akkoord (kunnen) houden. Dit heeft te maken met de volgende feiten:
- Surseance werkt veelal stigmatiserend. De meeste bedrijven weigeren met een bedrijf zaken te doen als het in surseance verkeert. Aangezien, in tegenstelling tot angelsaksische landen, geen doorleververplichtingen van handelspartners bestaan, zal dit bedrijf geen leveranties meer ontvangen, en klanten zullen daarom wegblijven. De bank zal bovendien in de leencontracten bedongen hebben dat de geldkraan direct dicht gaat en leningen direct opeisbaar worden.
- Deze stigmatiserende werking leidt er vaak toe dat bedrijven pas surseance aanvragen als de situatie zeer ernstig is en het faillissement in feite al niet meer af te wenden is. Hierdoor wordt de conclusie getrokken dat surseance dus inderdaad altijd tot faillissement leidt, en zal een aanvraag ook meestal tot voornoemde gevolgen leiden. De surseance zit hierdoor in een vicieuze cirkel.
- Separatisten, zoals de pand- en hypotheekhouder, hoeven zich niets van een surseance aan te trekken.
- In surseance gelden de ontslagbeperkingen van het arbeidsrecht, bij een faillissement niet. Voor een doorstart is het daarom veelal noodzaak om eerst failliet te gaan, teneinde het aantal werknemers te reduceren. Ter verduidelijking: personeelskosten maken soms tot 60% van de totale kosten uit, daarom kan dit van belang zijn.

Hierdoor zal het bedrijf doorgaans alsnog failliet verklaard worden. Men noemt – niet onterecht – een surseance het voorportaal van het faillissement.
Bedrijven die uitstel van betaling hebben gekregen, mogen volgens de Volkskrant van de wet geen boekenbonnen, airmiles, fashioncheques of andere cadeaukaarten/cadeaubonnen als betalingsbewijs accepteren.
Iemand die failliet verklaard is of waar surséance van betaling of de Wsnp op van toepassing is, staat geregistreerd in het  Centraal Insolventie Register (CIR).